# Night Stalkers
Night Stalkers è un brano del gruppo thrash metal statunitense Megadeth. La canzone è stata pubblicata il 22 luglio 2022, come secondo singolo dal loro sedicesimo album in studio, The Sick, the Dying... and the Dead!. Nella traccia è presente come voce ospite il rapper Ice-T, che interviene all'incirca a metà della canzone.

## Composizione
Dave Mustaine ha dichiarato come il testo della canzone parli del 160º battaglione dell’esercito degli Stati Uniti. Infatti con “Night Stalkers” Dave si riferisce agli elicotteri utilizzati nelle operazioni segrete condotte dal Pentagono. In questo frangente è da considerarsi la collaborazione con Ice-T, in quanto ex ranger dell’esercito.
Mustaine ha anche affermato che il brano è il più veloce che abbia mai fatto, con ben 190 bpm. Un ritmo così frenetico serve a richiamare il concetto di una divisione segreta dell’esercito, le cui missioni non sono note fino al loro completamento.

## Video musicale
Il video musicale realizzato per la canzone, è il secondo di tre video che hanno preceduto la pubblicazione dell’album, nei quali viene raccontata l’origine della mascotte della band, Vic Rattlehead. Nel videoclip di “Night Stalkers” viene mostrata la trasformazione di Vic Rattlehead che da marito, padre e soldato, si trasforma in una mostruosità di metallo in cerca di vendetta mentre viene perseguitato dai ricordi passati.

## Formazione

### Megadeth
- Dave Mustaine – chitarra ritmica, voce solista, basso addizionale[11]
- Kiko Loureiro – chitarra solista, cori, flauto[12]
- Dirk Verbeuren – batteria

### Altri musicisti
- Steve DiGiorgio – basso
- Ice-T – voce ospite[13]
- Eric Darken – percussioni sui brani
- Roger Lima – tastiere ed effetti

## Produzione
- Dave Mustaine – coproduzione, ingegneria, concetto artistico
- Chris Rakestraw – coproduzione, ingegneria
- Lowell Reynolds – assistente tecnico
- Maddie Harmon – assistente tecnico
- Rick West – tecnico della batteria
- Josh Wilbur – missaggio
- Ted Jensen – mastering